# Pierre Michon

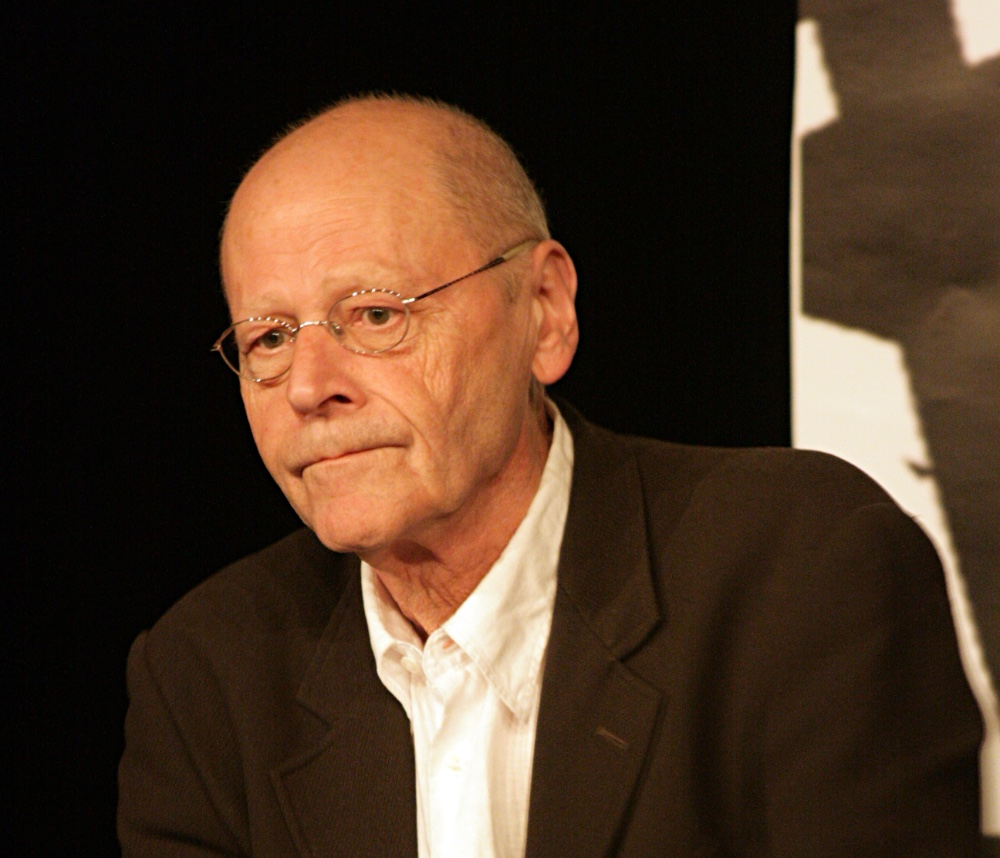
Pierre Michon en 2007.

Pierre Michon (Cards, Châtelus-le-Marcheix, Creuse, 28 de marzo de 1945) es un escritor francés.

## Biografía
Pasó su infancia en Guéret, en Creuse. Lo educó su madre, maestra, una vez que su padre abandonó el hogar. Estudió letras en Clermont-Ferrand, y dedicó a Antonin Artaud su memoria de licenciatura. Ejerció como profesor, y formó parte de una compañía de teatro, con la que recorrió toda Francia. Al igual que  Rimbaud, no desempeñó una ocupación permanente.
A los 39 años publicó su primer libro, Vies minuscules, 1984, que recibió el premio France Culture. Desde entonces, se le considera uno de los escritores franceses más importantes de la actualidad. Es una especie de autobiografía, pero nada confesional, formada por varias historias que exploran un territorio personal y a la vez familiar. El libro se presenta como una sucesión de novelas o de «vidas» de personajes que conoció en su infancia, con los que volvió a toparse en su vida errabunda. Cada uno de estos textos tiene una densidad excepcional. Su estilo profundo y perturbador se inscribe en la línea de los más grandes escritores franceses del siglo XX, como Julien Gracq o Louis-René des Forêts. 
La imagen de Rimbaud, parece obsesionarle; y a este gran libro le suceden textos más breves, como el que gira en torno al destino del mismo  Rimbaud (Rimbaud le fils) u otros en una veta más novelística: La Grande Beune, Abbés. Su obra es exigente y discreta, rigurosamente poética, al modo faulkneriano (al que ha dedicado algún texto), y poco a poco su reconocimiento ha aumentado.
En 2009, Pierre Michon publicó Les Onze, el resultado de quince años de trabajos preparatorios y redacción, en el que evoca la historia de un pintor (Corentin) y de la Revolución a partir de la descripción de un gran cuadro que representa  los once miembros del Comité de Salvación Pública (Robespierre, Saint-Just, etc.) durante El Terror, que se exhibe en el museo del Louvre. Sin embargo, el pintor y la pintura son pura invención del autor. La novela recibió el 29 de octubre de 2009 el Gran Premio de Novela de la Academia Francesa («Grand Prix du Roman»).

## Obras de Pierre Michon
- Vies minuscules, Gallimard (1984); Folio (1996).
- Vie de Joseph Roulin, Verdier (1988).
- L'empereur d'Occident, Fata Morgana (1989) con grabados de Pierre Alechinsky; Verdier Poche (2007) sin ilustraciones.
- Maîtres et serviteurs, Verdier (1990).
- Rimbaud le fils, Gallimard (1991).
- La Grande Beune, Verdier (1996).
- Le roi du bois, Verdier (1996).
- Mythologies d'hiver, Verdier (1997).
- Trois auteurs, Verdier (1997).
- Abbés, Verdier (2002).
- Corps du roi, Verdier (2002), premio Décembre.
- Le roi vient quand il veut. Propos sur la littérature, Albin Michel (2007), grueso libro de treinta entrevistas revisadas por el autor.
- Les Onze, Verdier, 2009.

### Traducciones al español
- Rimbaud el hijo, traducción de María Teresa Gallego Urrutia, Anagrama, 2001.
- Vidas minúsculas, traducción de Flora Botton-Burlá, Anagrama, 2002.
- Señores y sirvientes, traducción de María Teresa Gallego Urrutia, Anagrama, 2004. Incluye Vida de Joseph Roulin y El rey del bosque
- Cuerpos del rey, traducción de María Teresa Gallego Urrutia, Anagrama (2006).
- Tres autores (junto con Cuerpos del rey), traducción de María Teresa Gallego Urrutia, Anagrama, 2006.
- Mitologías de invierno. El emperador de Occidente, traducción de Nicolás Valencia, Alfabia, 2009.
- Los Once, traducción de María Teresa Gallego Urrutia, Anagrama, 2010.
- Abades,  Alfabia, 2010.
- El origen del mundo, traducción de María Teresa Gallego Urrutia, Anagrama, 2012
- Llega el rey cuando quiere, traducción de María Teresa Gallego Urrutia, WunderKammer, 2018. Incluye parte de las entrevistas de la edición francesa.